# Lomas de la Cruz
Lomas de la Cruz är en ort i Mexiko.   Den ligger i kommunen Corregidora och delstaten Querétaro Arteaga, i den centrala delen av landet, 180 km nordväst om huvudstaden Mexico City. Lomas de la Cruz ligger 1 920 meter över havet och antalet invånare är 545.
Terrängen runt Lomas de la Cruz är platt norrut, men söderut är den kuperad. Runt Lomas de la Cruz är det tätbefolkat, med 511 invånare per kvadratkilometer. Närmaste större samhälle är Santiago de Querétaro, 10,5 km nordost om Lomas de la Cruz. Trakten runt Lomas de la Cruz består till största delen av jordbruksmark.